# Drive-by
El anglicismo drive-by (siendo la expresión completa drive-by shooting, “pasar en coche disparando”) es un acto criminal que fue bastante frecuente durante los años 1920, efectuado comúnmente por los gánsteres, miembros de la mafia en Estados Unidos. También fue común en los años 1990 entre bandas de los suburbios de EE. UU. y, más tarde, comenzó a hacerse corriente en los años 2000 en países de Latinoamérica como Colombia y Venezuela.
Consiste en un tiroteo donde los atacantes disparan con armas de fuego, generalmente armas automáticas, desde un automóvil (en movimiento o detenido) que más tarde servirá para huir rápidamente hacia un área, lugar o refugio.

## Características
Este tipo de tiroteo es bastante popular entre criminales y miembros de bandas, ya que en estos casos el tirador tiene mayores posibilidades de huida. El objetivo de los drive-bys es intimidar o eliminar a un grupo de personas de bandas rivales, o simplemente causar daños.